# Fronte di Liberazione Nazionale di Tripura
Il Fronte Nazionale di Liberazione di Tirupa (National Liberation Front of Tripura  in inglese), NLFT, fu fondato il 12 marzo 1989 da Dhananjoy Reang per conseguire la secessione dall'India di uno stato indipendente di Tripura. A questo scopo l'NLFT ha condotto violente campagne militari contro sedi e simboli indiani e diverse popolazioni tribali (soprattutto bengalesi ed hindu).
Il governo indiano nel 1997 la dichiarò organizzazione fuorilegge con l'Unlawful Activities (Prevention) Act e nel 2002 la inserì anche nell'elenco delle organizzazioni terroristiche secondo il Prevention of Terrorism Act.